# Stylomolpa
Stylomolpa is een geslacht van rechtvleugeligen uit de familie sabelsprinkhanen (Tettigoniidae). De wetenschappelijke naam van dit geslacht is voor het eerst geldig gepubliceerd in 1926 door Karny.

## Soorten
Het geslacht Stylomolpa omvat de volgende soorten:
- Stylomolpa angustipennis Karny, 1926
- Stylomolpa montana Ito & Mohamed, 2004